# Mikroregion Paragominas

Mikroregion Paragominas

Mikroregion Paragominas – mikroregion w brazylijskim stanie Pará należący do mezoregionu Sudeste Paraense. Ma powierzchnię 48.478,1 km²

## Gminy
- Abel Figueiredo
- Bom Jesus do Tocantins
- Dom Eliseu
- Goianésia do Pará
- Paragominas
- Rondon do Pará
- Ulianópolis